# Melissitus
Melissitus là một chi thực vật có hoa trong họ Đậu.